# Next (film)
Next är en amerikansk actionfilm från 2007, regisserad av Lee Tamahori. I huvudrollen ser vi Nicholas Cage. Andra skådespelare i filmen är Julianne Moore, Jessica Biel, Thomas Kretschmann och Peter Falk. Filmen baserar sig på novellen The Golden Man av den amerikanske science fiction-författaren Philip K. Dick. 
Filmen hade premiär 27 april 2007. Budgeten var runt $70 miljoner. Den var en flopp i USA, där den spelade in drygt $18 miljoner. Den gick något bättre internationellt, och drog in totalt $73,5 miljoner.

## Synopsis
Cris Johnson (Nicholas Cage) är en magiker som kan se två minuter in i framtiden. Han försörjer sig som en magiker i Las Vegas. Men när en terroristgrupp hotar med att detonera ett kärnvapen i Los Angeles, får agenten Callie Ferris (Julianne Moore) i uppgift att fånga Cris och få honom att hjälpa henne för att stoppa katastrofen.

## Skådespelare
| Nicolas Cage        | – Cris Johnson  |
| Julianne Moore      | – Callie Ferris |
| Jessica Biel        | – Liz Cooper    |
| Thomas Kretschmann  | – Mr. Smith     |
| Tory Kittles        | – Cavanaugh     |
| Jim Beaver          | – Wisdom        |
| Jason Butler Harner | – Jeff Baines   |
| Michael Trucco      | – Kendall       |
| Enzo Cilenti        | – Mr. Jones     |
| Peter Falk          | – Irv           |